# Hoplocampe noir du prunier
Hoplocampa minuta
Espèce
L'hoplocampe noir du prunier (Hoplocampa minuta), est une espèce d'insectes de l'ordre des hyménoptères, de la famille des tenthrédinidés dont la larve se développe dans les prunes.